# Tournoi d'ouverture du championnat du Panama de football 2009 I
Navigation
Saison précédente Saison suivante
Le Tournoi Apertura 2009 I est le cinquième tournoi saisonnier disputé au Panama.
C'est cependant la 24e fois que le titre de champion du Panama est remis en jeu.
Lors de ce tournoi, le Deportivo Árabe Unido a tenté de conserver son titre de champion du Panama face aux neuf meilleurs clubs panaméens.
Chacun des dix clubs participant était confronté deux fois aux neuf autres équipes. Puis les quatre meilleurs se sont affrontés lors d'une phase finale à la fin du tournoi.
Seulement une place était qualificative pour la Ligue des champions de la CONCACAF.

## Les 10 clubs participants
| \| Panama City : Alianza FC Chorrillo FC CD Plaza Amador Tauro FC Panama City Deportivo Árabe Unido Chepo FC Atlético Chiriquí Panama City San Francisco FC Sporting San Miguelito Panama City Atlético Veragüense \| Localisation des clubs. |
| Panama City : Alianza FC Chorrillo FC CD Plaza Amador Tauro FC Panama City Deportivo Árabe Unido Chepo FC Atlético Chiriquí Panama City San Francisco FC Sporting San Miguelito Panama City Atlético Veragüense                               |

| Club                     | Stade                         | Capacité | Ville                |
| Alianza FC               | Stade Camping Resort          | 1 500    | Panama City          |
| Deportivo Árabe Unido    | Stade Armando Dely Valdes     | 4 000    | Colón                |
| Chepo FC                 | Camp Luis Ernesto Tapia (es)  | 900      | Chepo                |
| Atlético Chiriquí        | Stade San Cristóbal           | 2 500    | David                |
| Chorrillo FC             | Stade Javier Cruz             | 2 500    | Panama City          |
| CD Plaza Amador          | Stade Javier Cruz             | 2 500    | Panama City          |
| San Francisco FC         | Stade Agustín Muquita Sánchez | 8 000    | La Chorrera          |
| Sporting San Miguelito   | Stade Bernardo Gil            | 300      | San Miguelito        |
| Tauro FC                 | Camp Luis Ernesto Tapia (es)  | 900      | Panama City          |
| Atlético Veragüense (en) | Stade Áristocles Castillo     | 2 500    | Santiago de Veraguas |

## Compétition
Le tournoi Apertura se déroule de la même façon que le tournoi saisonnier précédent, en deux phases :
- La phase de qualification : les dix-huit journées de championnat.
- La phase finale : les matchs aller-retour allant des demi-finales à la finale.

### Phase de qualification
Lors de la phase de qualification les dix équipes affrontent à deux reprises les neuf autres équipes selon un calendrier tiré aléatoirement.
Les quatre meilleures équipes sont qualifiées pour les demi-finales.
Le classement est établi sur le barème de points classique (victoire à 3 points, match nul à 1, défaite à 0).
Le départage final se fait selon les critères suivants :
- Le nombre de points.
- La différence de buts générale.
- Le nombre de buts marqué.

### Classement
| Rang | Équipe                    | Pts | J  | G  | N | P  | Bp | Bc | Diff |
| ---- | ------------------------- | --- | -- | -- | - | -- | -- | -- | ---- |
| 1    | Tauro FC                  | 36  | 18 | 10 | 6 | 2  | 40 | 23 | +17  |
| 2    | Atlético Chiriquí         | 33  | 18 | 10 | 3 | 5  | 35 | 19 | +16  |
| 3    | San Francisco FC          | 33  | 18 | 10 | 3 | 5  | 29 | 16 | +13  |
| 4    | Chorrillo FC              | 32  | 18 | 8  | 8 | 2  | 32 | 17 | +15  |
| 5    | Chepo FC                  | 32  | 18 | 10 | 2 | 6  | 37 | 24 | +13  |
| 6    | Sporting San Miguelito    | 28  | 18 | 8  | 4 | 6  | 28 | 19 | +9   |
| 7    | Deportivo Árabe Unido (T) | 25  | 18 | 7  | 4 | 7  | 29 | 24 | +5   |
| 8    | Atlético Veragüense (en)  | 13  | 18 | 3  | 4 | 11 | 20 | 44 | -24  |
| 9    | Alianza FC                | 11  | 18 | 2  | 5 | 11 | 22 | 43 | -21  |
| 10   | CD Plaza Amador           | 7   | 18 | 2  | 1 | 15 | 13 | 56 | -43  |

| Légende : Qualifications et relégations | Légende : Qualifications et relégations |
| --------------------------------------- | --------------------------------------- |
|                                         | Qualifié pour les demi-finales          |
|                                         | (T) : Tenant du titre                   |

#### Matchs
| Résultats (▼dom., ►ext.)                                   | Ali | Ára | Chi | Ver | Che | Cho | Pla | San | Spo | Tau |
| Alianza FC                                                 |     | 1-3 | 4-4 | 1-1 | 0-4 | 0-0 | 1-0 | 0-3 | 0-3 | 2-3 |
| Deportivo Árabe Unido                                      | 2-0 |     | 2-0 | 6-0 | 1-3 | 1-3 | 4-0 | 0-1 | 1-0 | 2-3 |
| Atlético Chiriquí                                          | 2-3 | 2-0 |     | 3-0 | 1-0 | 0-0 | 4-0 | 3-0 | 3-0 | 1-2 |
| Atlético Veragüense (en)                                   | 4-3 | 3-0 | 1-2 |     | 2-4 | 0-4 | 1-0 | 0-1 | 1-1 | 0-1 |
| Chepo FC                                                   | 2-0 | 1-1 | 0-1 | 4-1 |     | 1-1 | 4-1 | 2-0 | 0-1 | 4-1 |
| Chorrillo FC                                               | 3-3 | 1-1 | 2-1 | 2-2 | 2-0 |     | 5-1 | 1-2 | 1-0 | 1-1 |
| CD Plaza Amador                                            | 2-1 | 2-0 | 1-4 | 1-1 | 2-3 | 1-4 |     | 0-5 | 0-1 | 1-2 |
| San Francisco FC                                           | 3-0 | 1-1 | 2-1 | 2-1 | 1-2 | 0-1 | 4-0 |     | 1-1 | 1-0 |
| Sporting San Miguelito                                     | 2-2 | 1-2 | 1-2 | 5-1 | 2-1 | 2-0 | 5-0 | 2-1 |     | 1-1 |
| Tauro FC                                                   | 2-1 | 2-2 | 1-1 | 4-1 | 6-2 | 1-1 | 7-1 | 1-1 | 2-0 |     |
| - Victoire à domicile - Match nul - Victoire à l'extérieur |     |     |     |     |     |     |     |     |     |     |

### La phase finale
Les quatre équipes qualifiées sont réparties dans le tableau final d'après leur classement général.
En cas d'égalité sur la somme des deux matchs, c'est l'équipe ayant marqué le plus de buts à extérieur qui l'emporte puis une prolongation et une séance de tirs au but ont éventuellement lieu.

#### Tableau
|  | 1/2 finale        | 1/2 finale        | 1/2 finale       | 1/2 finale | 1/2 finale | 1/2 finale   |              |     | Finale | Finale | Finale | Finale | Finale |  |
|  |                   |                   |                  |            |            |              |              |     |        |        |        |        |        |  |
|  |                   |                   |                  |            |            |              |              |     |        |        |        |        |        |  |
|  |                   |                   |                  |            |            |              |              |     |        |        |        |        |        |  |
|  | Tauro FC          | Tauro FC          | (1)              | 1          | 0          |              |              |     |        |        |        |        |        |  |
|  | Tauro FC          | Tauro FC          | (1)              | 1          | 0          |              |              |     |        |        |        |        |        |  |
|  | Chorrillo FC      | Chorrillo FC      | (4)              | 3          | 3          |              |              |     |        |        |        |        |        |  |
|  | Chorrillo FC      | Chorrillo FC      | (4)              | 3          | 3          | Chorrillo FC | Chorrillo FC | (4) | 0      | 0(4)   |        |        |        |  |
|  |                   |                   |                  |            |            |              | Chorrillo FC | (4) | 0      | 0(4)   |        |        |        |  |
|  |                   | San Francisco FC  | San Francisco FC | (3)        | 0          | 0(5)         |              |     |        |        |        |        |        |  |
|  | Atlético Chiriquí | Atlético Chiriquí | San Francisco FC | (3)        | 0          | 0(5)         | (2)          | 1   | 1      |        |        |        |        |  |
|  | Atlético Chiriquí | Atlético Chiriquí |                  |            |            |              | (2)          | 1   | 1      |        |        |        |        |  |
|  | San Francisco FC  | San Francisco FC  | (3)              | 0          | 3          |              |              |     |        |        |        |        |        |  |
|  | San Francisco FC  | San Francisco FC  | (3)              | 0          | 3          |              |              |     |        |        |        |        |        |  |

#### Demi-finales
| Club              | Aller | Retour | Club             | Commentaire |
| Tauro FC          | 1-3   | 0-3    | Chorrillo FC     |             |
| Atlético Chiriquí | 1-0   | 1-3    | San Francisco FC |             |

#### Finale
| 13 juin 2009 | Chorrillo FC | 0:0 (a.p.) | San Francisco FC | Stade Rommel Fernández |
| |              | (0:0) |                  |                        |
| Engie Mitre · Caio Milan · Johnny Ruiz · Diego Mosquera · Marcos Villareal · Derek James · Julio Medina · Cesar Blackman | Tirs au but  | Víctor Herrera Piggott · Brunet Hay · Wess Torres · Alberto Manotas · Manuel Torres · William Negrete · Amir White · Ricardo Phillips |                  |                        |

## Bilan du tournoi
| Tableau d'Honneur     |                  |
| Compétition           | Vainqueur        |
| Tournoi Apertura 2009 | San Francisco FC |

| Qualifications continentales 2009-2010 |                  |
| Ligue des champions                    | Qualifiés        |
| Tour Préliminaire                      | San Francisco FC |

## Statistiques

### Buteurs
| Rang | Nom             | Équipe            | Buts |
| 1    | Edwin Aguilar   | Tauro FC          | 18   |
| 2    | Johnny Ruiz     | Chorrillo FC      | 17   |
| 3    | Luis Jaramillo  | Chepo FC          | 11   |
| 4    | Auriel Gallardo | Atlético Chiriquí | 10   |
| 5    | 3 joueurs       | 3 joueurs         | 9    |